# Stubbhagen
Stubbhagen (finska: Kantohaka) är en by i Kyrkslätt i det finländska landskapet Nyland. Byn, som består av egnahemshus är belägen mellan Gesterby och Kyrkvalla, cirka en kilometer nordost om Kyrkslätts centrum. Mellan Stubbhagen och Kyrkvalla finns området som kallas Åängen där kommunen byggde en ny vårdcentral år 2021.